# Ulota phyllanthoides
Ulota phyllanthoides är en bladmossart som beskrevs av Kindberg 1889. Ulota phyllanthoides ingår i släktet ulotor, och familjen Orthotrichaceae. Inga underarter finns listade i Catalogue of Life.